# Slemish
Der Berg Slemish (ir. Sliabh Mis) ist der Überrest eines erloschenen Vulkans in der Nähe von Ballymena im County Antrim in Nordirland. Seine Höhe beträgt 437 m.
Seine besondere Erscheinung – sein oberer Teil ist sehr steil und zerklüftet im Gegensatz zu den ebenen Feldern in den Ausläufern und der Umgebung – dominiert die Landschaft über mehrere Kilometer in alle Himmelsrichtungen.
Einer Überlieferung nach fand Saint Patrick hier seine Verbindung zu Gott, nachdem er als Jugendlicher versklavt, in diese Gegend verschleppt wurde und Herden auf dem Slemish hüten musste.
Der Slemish/Sliabh Mis darf nicht mit dem Gebirgszug Sliabh Mis (Slieve Mish Mountains) auf der Dingle-Halbinsel im County Kerry verwechselt werden.